# Manal
Manal fue un trío precursor argentino del blues y rock cantados en castellano, integrado por Javier Martínez (batería y voz), Alejandro Medina (bajo, voz y teclados) y Claudio Gabis (guitarra, armónica, piano y órgano). El trío se formó en Buenos Aires en 1968 y se disolvió pocos años después en 1971. Pese a su corta trayectoria, la influencia de Manal fue fundamental para el naciente rock argentino.
Junto a Los Gatos y Almendra, son considerados uno de los grupos fundacionales del rock argentino, uno de los pilares del género en ese país y en Iberoamérica, además de ser citados como el primer grupo de blues en español, y el primero en todo el mundo en componer dicho género en castellano. En las décadas posteriores, su estilo y estética han servido de inspiración a numerosos intérpretes y grupos musicales. Su primer trabajo discográfico, Manal es considerado uno de los mejores del rock argentino, mientras que su segundo álbum de estudio, El león fue un precursor del rock pesado en su país. Antes de editar su primer álbum, incursionaron en la música experimental cuando grabaron la banda sonora de la película Tiro de gracia.
El estilo del grupo tenía sobre todo influencias de la música afroamericana: blues, rhythm & blues, soul, rock and roll, cool, bebop, y también de la música rioplatense: tango y candombe. Debido a su formato de trío, se los comparó con The Jimi Hendrix Experience y con el grupo británico Cream, y en alusión a este último, el primer nombre con que se los conoció fue "Ricota", aunque ellos nunca lo usaron para autoidentificarse. El nombre Manal, propuesto por Javier Martínez durante un brainstorming, poco después de vincularse con el naciente sello discográfico independiente Mandioca, fue asumido de inmediato por el grupo. En la primera etapa de su existencia (1968-1971), la mayoría de los temas interpretados por el trío fueron compuestos por Javier Martínez.
En 1980 el trío se reunió, brindó una serie de conciertos en Buenos Aires y ciudades del interior, fruto del encuentro registraron su tercer álbum de estudio, Reunión un trabajo más heterogéneo en participación del grupo, tanto en composición como en lírica.
Tras treinta y cuatro años de su última reunión, Manal se presentó con sus tres componentes originales: Medina, Gabis y Martínez, para brindar un único concierto de carácter privado el 1 de octubre de 2014.

Pienso que definir su música sería tan difícil, como definirlos a ellos; a lo mejor son de otra galaxia en serio.
Revista Alquitrán, 1969.

## Antecedentes
El guitarrista Claudio Gabis y el bajista Alejandro Medina se conocieron durante una fiesta en una casa de un particular en el barrio de San Telmo en Buenos Aires. Gabis tocaba en su banda llamada Bubblin Awe, mientras que Medina hacía lo propio con The Seasons. Al poco tiempo, en 1967 durante el happening "Beat Beat Beatles" del Instituto Di Tella, Gabis entró en contacto con Javier Martínez quien estaba participando con su grupo. Anteriormente, a mediados de los años 60, Martínez había formado el grupo Los Beatniks junto a Moris y Pajarito Zaguri, llegando a editar un sencillo "Rebelde"/"No finjas más", pero que no tuvo mayor repercusión. El escenario del evento estaba en el centro mientras que a los lados dos bandas enfrentadas tocaban, Gabis interpretó una frase de blues y Martínez contestó con la batería, en ese momento entablaron relación. Tanto Gabis como Martínez eran amantes del blues e interesados en la música afroamericana en general.

Mientras tocábamos me doy cuenta que el guitarrista de la otra banda tocaba con la técnica de blues y estiraba la cuerda, entonces me dije -¡Yo tengo que hablar con este hombre urgente! Porque yo ya venía con mi proyecto, ya tenía escrito mis temas y venía buscando gente para hacer rock y blues en castellano, con lo cual un millón de tipos se rieron de mí y me tacharon de loco y ahora yo me ríó de ellos; así son las cosas ¿no?.
Javier Martínez.

No me acuerdo bien cuando lo conocí pero por esa época aparece Claudio Gabis y me ofrece tocar en un trío con Javier Martínez, para hacer música como la de Cream. Empezamos a ensayar en el Payró para la obra Viet-Rock donde estaban Rudy Chernicof, Luisina Brando,Víctor Laplace. Como no arreglamos para tocar en la obra nos fuímos a ensayar a mi casa y Javier que vivía con su madre en Flores, se quedaba a dormir en la sala de ensayo. Un día mientras ensayábamos, vino Marta Minujin y nos puso de nombre, Ricota, por lo de Cream.
Alejandro Medina.

A [Alejandro] Medina lo conocí en una fiesta en lo del arquitecto Giesso, que en ese momento había rehabilitado una casa fantástica en San Telmo, en donde fui a tocar con Bubblin Awe y él tocó con los Seasons. Ahí nos dimos el teléfono y al poquito tiempo, Daniel organiza el "Beat Beat Beatles" en el Di Tella, donde participó, además de nosotros, el grupo donde estaba Javier Martínez. El escenario estaba en el medio, donde se hacían proyecciones, y un grupo tocaba de un lado y el otro del otro. En el primer ensayo yo toqué una frase de blues y él me contestó con la batería, nos presentamos mutuamente y nos hicimos amigos casi instantáneamente.
Claudio Gabis.

A finales de 1967, el grupo de Gabis se disolvió mientras que Martínez dejó el suyo, por lo que ambos decidieron entonces crear una banda de blues, pero con letras en castellano, tal como propuso Martínez.

## Historia

### Inicios: banda sonora deTiro de gracia

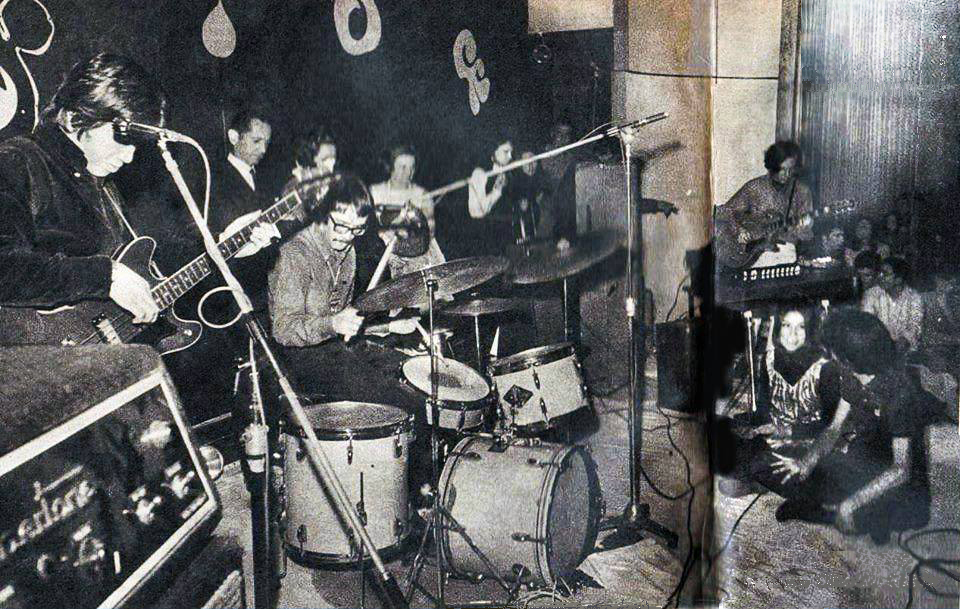
Manal actuando en 1969, en la Facultad de Ciencias Exactas de Buenos Aires.

El antecedente inmediato a la gestación de la música de Tiro de Gracia que compuso más tarde Manal, se encuentra en un demo experimental registrado a principios de 1968, que grabaron Claudio Gabis, Javier Martínez (dos de los futuros miembros de Manal), Emilio Kauderer y Rocky Rodríguez en el estudio de grabación de Jorge Tagliani de la calle Cachimayo, en Primera Junta, de acotadas limitaciones técnicas, puesto que solo era capaz de registrar dos pistas. Gabis reservó sesiones de grabación en el estudio para probar que frutos podía traer la banda. De lo grabado solo se prensó un solo disco, que Gabis prestó a Pajarito Zaguri en 1969, y nunca logró recuperar.
En la misma época en que se realizaron las sesiones en el estudio de Tagliani, Martínez fue convocado para encarnar a "Paco", un personaje de Tiro de gracia, película basada en el libro homónimo de Sergio Mulet que estaba rodando el director Ricardo Becher. Durante la filmación, Martínez le comentó a Jorge Goldemberg -integrante del equipo que realizaba la película- que estaba formando un grupo musical que ya estaba registrando "algunas cosas interesantes". Goldemberg escuchó el disco y quedó impresionado con la música que contenía. Así se lo comentó a Becher, quien acudió al estudio de Tagliani para escuchar en las mejores condiciones posibles el material que Gabis, Martínez y sus compañeros habían grabado, decidiendo inmediatamente que fueran ellos los encargados de realizar la música de su film. La misma iba a ser realizada por un profesional de música para películas, Roberto Lar, pero terminó aceptando que el grupo registrase la música, asistiendo incluso a una de las sesiones. El tema central de la película, "Estoy en el infierno", se había improvisado a base de experimentos en el estudio de Tagliani. La canción se volvió a grabar al igual que el resto de la música en los estudios Phonal ubicados en Santa Fe y Coronel Díaz, tras la partida de Rodríguez y Kauderer, Gabis llamó a Alejandro Medina para completar el grupo. Así el nuevo trío compuso además "Tema del moderno" y "Seigmund's Zoo". El resto de las pistas, climas y efectos fueron producto de la improvisación y la versatilidad que tenía el conjunto, según los tiempos e indicaciones del director Becher.
Gracias también a la influencia de Goldemberg, Claudio y Javier fueron invitados a participar como músicos en el espectáculo teatral VietRock (una especie de alegato antíbélico), en el Teatro Payró. El grupo tenía que musicalizar la obra de acuerdo a las indicaciones de su director, teniendo que recrear climas de felicidad o drama en el momento.

Fue una experiencia muy interesante porque antes de estrenar la obra se hacían ejercicios de estilo y de psicodrama y teníamos que crearles climas musicales a los actores. Eso nos dio un entrenamiento de improvisación total. Por ejemplo Kohan venía y nos pedía clima de felicidad, y nosotros teníamos que salir tocando algo que expresara esa idea abstracta, sin cantar. Al rato te pedía horror o miedo, orgasmo, placer locura o confusión y nosotros teníamos que contar cuatro y salir expresando eso.
Javier Martínez.

Pero no conformes con las condiciones laborales que les proponían, decidieron dejarla antes del estreno. Se instalaron en el departamento de Medina, situado sobre la Avenida Rivadavia en el barrio de Once, y comenzaron a preparar un repertorio de clásicos de soul y blues cantados en inglés, pensando que, a corto plazo, eso les permitiría conseguir actuaciones en el amplio circuito de boliches (o discotecas), que funcionaban en la ciudad de Buenos Aires y sus alrededores. Sin embargo, su objetivo fue, desde el primer momento, desarrollar un estilo propio y grabar los temas originales en castellano que aportaba Martínez, por lo cual se dedicaron, sobre todo, a ensayar ese material, poniendo énfasis en perfeccionar los arreglos instrumentales y desarrollar la creatividad y la improvisación como elementos fundamentales de su música, algo que, no siendo habitual en los grupos de rock de la época, evidencia la importante influencia que el jazz ejerció en el peculiar estilo del trío.

### Mandioca

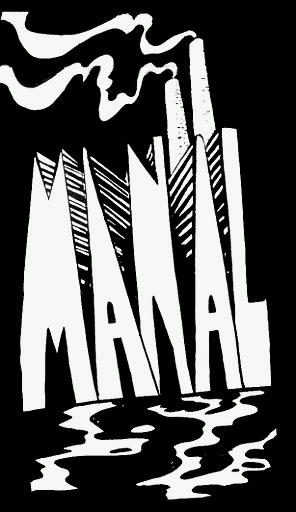
Logotipo del grupo, obra de Daniel Melgarejo, apareció en el primer sencillo del grupo "Que pena me das"/"Para ser un hombre más", 1968.

Manal entró en contacto con Jorge Álvarez (un empresario que había tenido gran éxito en el negocio editorial), en una fiesta organizada en la casa de Piri Lugones (cuyos hijos eran amigos de los futuros manales) hecha con el objetivo de que la banda conociese a sus futuros productores. Fue en esa fiesta donde Claudio Gabis le enseñó a Javier Martínez un borrador con unas líneas para armar la lírica de una futura canción, y una base musical que había armado. Martínez terminó allí mismo la canción en menos de una hora, se trataba de "Avellaneda Blues". El grupo le cantó este tema a Álvarez, quien quedó impresionado por la misma, convenciendose de que tenía que producir al grupo.
Álvarez recuerda de ese momento:

En una reunión de cumpleaños [se refiere a la fiesta en casa de Piri Lugones] los conocí como tipos; no como músicos. Un mes después Pedro [Pujó] me llevó a la casa de Alejandro [Medina], donde el trío ensayaba, y cuando los escuché me caí muerto, era realmente espectacular como tocaban. Les pregunté que pensaban hacer. Me dijeron que no querían entrar en el engranaje comercial, que eso era una porquería, que querían hacer las cosas con libertad y todo eso [...] Hicimos el primer simple en el Estudios TNT y me fui con las cintas a CBS. Se las hice escuchar a John Lear, el presidente, pero me dijo que eso no servía, que era una burda imitación de lo que sucedía en Estados Unidos y que eso no vendería jamás en la Argentina, que a él no le interesaba. Mandó a un amigo a otra grabadora y nos ignoraron.
Jorge Álvarez.

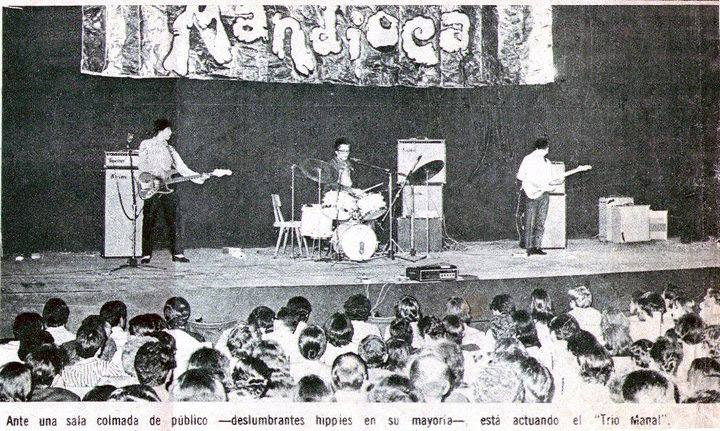
El 12 de noviembre de 1968 día del lanzamiento del sello Mandioca y debut de Manal en el Teatro Apolo de la Avenida Corrientes.

Luego del fallido intento en CBS, Álvarez, junto a Pedro Pujó, Rafael López Sánchez y Javier Arroyuelo fundaron Mandioca en 1968, con el eslogan "la madre de los chicos", primer sello del rock argentino, como una alternativa para aquellos grupos nacientes de rock que eran marginados por los grandes sellos discográficos. La idea de Álvarez era, además de que las bandas pudieran grabar su trabajo con libertad, que las mismas tocasen en teatros, ya que ese momento no existían los conciertos de rock en Argentino, los grupos tocaban únicamente en clubes para que el público pudiera bailar.
La invitación para el concierto inaugural de Mandioca era una alcancía en forma de manzana de cerámica que tenía una leyenda que decía "rompeme" y dentro contenía un mensaje. El sello Mandioca se lanzó el 12 de noviembre de 1968 con un concierto realizado en la Sala Apolo de la Calle Corrientes al 1300 (donde funcionó luego el cine Lorange), en el cual participaron Manal, Miguel Abuelo y la cantante Cristina Plate. El recital se hizo con los equipos Fender de Los Gatos, y al terminar el mismo subió Luis Alberto Spinetta, líder de Almendra diciendo "¿Se dan cuenta ustedes lo que empezó hoy? Hoy empezaste a terminar con la música comercial". Durante los meses siguientes el grupo realizó varias actuaciones en clubes de los suburbios de la ciudad de Buenos Aires.
A finales de 1968, Mandioca editó su primer material al mercado, se trataba del primer sencillo de Manal: "Qué pena me das" con "Para ser un hombre más" como lado B que había sido grabado en octubre del mismo año. Se trataba de un corte extraño para la época, pues los temas superaban ampliamente el límite de tres minutos de duración impuesto por las radios y el sobre que lo contenía era un costoso tríptico de elaborada gráfica, cuyo autor era el dibujante Daniel Melgarejo. El sobre presentaba una tapa desplegable en tres partes con un dibujo de un obelisco y en el medio de este el logotipo del conjunto. En el interior, hay una dedicatoria a la gente del sello Mandioca, mientras que en la otra sección esta la información correspondiente a los temas del grupo y en la tercera o la del medio, una foto plegable del grupo, que era la cubierta en sí. Pero este primer trabajo discográfico fue recibido por los medios con escepticismo, se difundió poco y la prensa criticó especialmente el uso del castellano en las letras. En su segundo sencillo publicado a mediados de 1969, "No pibe" con "Necesito un amor", la banda logró un sonido más depurado y blusero, evidenciando una clara evolución técnica y de estilo en su interpretación.

El gran impacto fue escucharlo [a "Qué pena me das"] por primera vez en radio. El primero que lo difundió fue Hugo Guerrero Marthineitz, pasó "Qué pena me das", en la época era una locura pasar un tema así porque duraba seis minutos. Lo habíamos hecho porque teníamos esa política totalmente anti, en el sentido que todos te pedían un tema de tres minutos para difusión. Era la plasmación de una idea por la cual yo venía luchando prácticamente desde mi adolescencia y fue una gran emoción. A partir de ahí trabajamos muchísimo y participamos en cuanto evento de rock se realizara.
Javier Martínez.

Durante el verano de 1969 Álvarez y Pujó armaron un boliche llamado Mandioca en Mar del Plata, al no existir un lugar donde las bandas pudiesen tocar. El interior del local fue pintado de negro y amarillo como un estacionamiento, y precisamente como no disponían de sillas y mesas, usaron neumáticos de autos, allí tocaron Manal con Pappo como invitado, y Los Abuelos de la Nada. También se alquiló una casa para que convivieran las bandas. Pero el lugar fue cerrado al poco tiempo por la policía.
La consagración llegó en el Festival Pinap, organizado a fines de 1969, cuando los asistentes invadieron el escenario del anfiteatro donde se realizaba (próximo a la actual Facultad de Derecho, hoy desaparecido), entusiasmados por la actuación del trío. Ese año la banda se había presentado con mucha frecuencia, logrando una justeza instrumental notable. 

Fue el día más glorioso de mi vida artística. A Javier se le rompió la batería, a Alejandro se le rompió el bajo, a mí se me rompió no se qué, pero seguimos tocando y la gente deliraba. Terminamos los tres cantando en un micrófono: Alejandro con la guitarra, Javier con los palillos y yo con la armónica y la gente delirando. Manal se consagró ese día, se hizo un grupo grande. Ese día entró a la historia.
Claudio Gabis.

### La bombade Manal

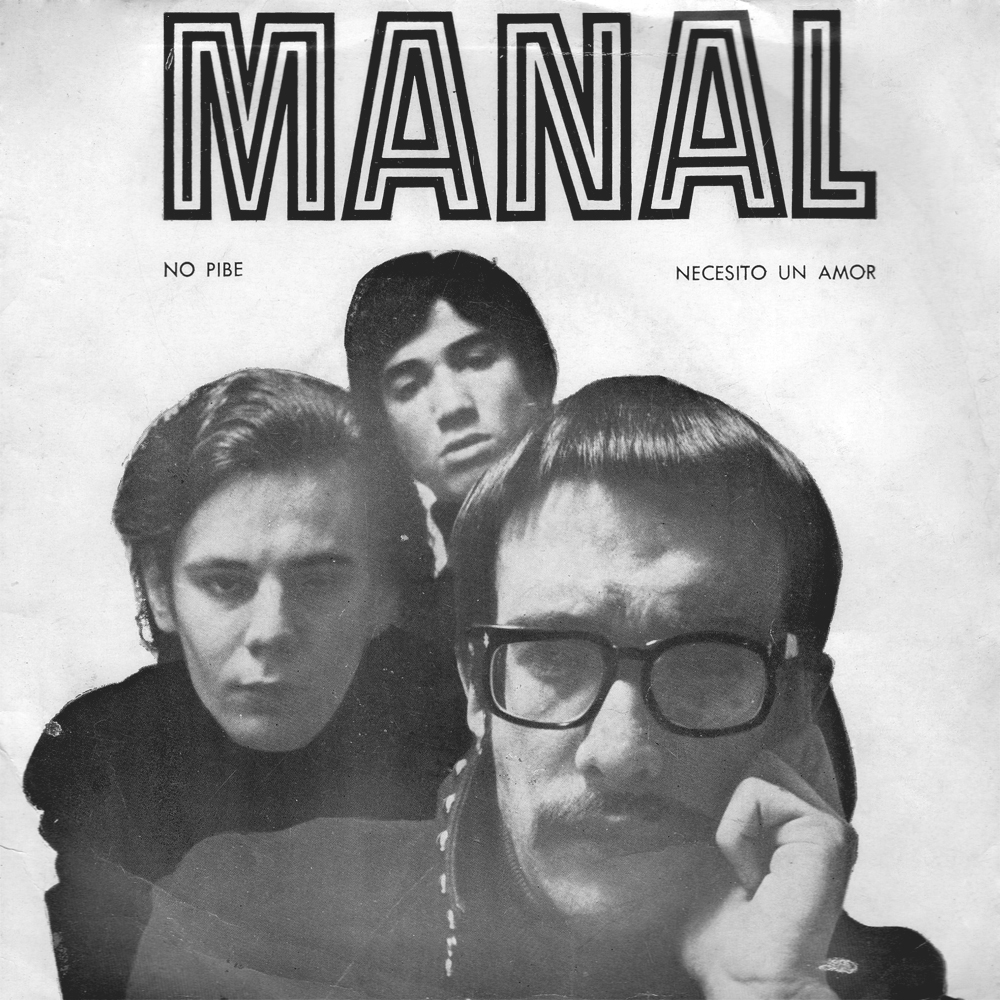
Tapa del sencillo "No pibe", con "Necesito un amor" como lado B.

El corte "No pibe"/"Necesito un amor" tuvo una excelente repercusión en el público y la crítica, lo que sumado a la creciente convocatoria de sus presentaciones en vivo, decidió por fin a los productores a encarar la grabación de un álbum de larga duración.
El álbum Manal se grabó, al igual que otros álbumes de rock de la época como Almendra y Los Gatos, en los Estudios TNT que se encontraban en la calle Moreno al 900, próximos a la Avenida 9 de Julio. La producción artística corrió por cuenta del grupo, los tres manales, quienes se encargaron de registrar todos los instrumentos: Javier Martínez en voz y batería, Claudio Gabis en guitarras eléctricas, armónica, piano y órgano Hammond, y Alejandro Medina en bajo eléctrico, voz, guitarra española, órgano Hammond y piano. Los ingenieros de grabación fueron Salvador y Tim Croatto, exmiembro de Los TNT y propietario del estudio.
Se grabó en cuatro canales en cinta de una pulgada, empleando la técnica del método de reducción de pistas en las canciones "Informe de un día" y "Avellaneda Blues", por citar un ejemplo. Claudio Gabis usó como distorsión para su guitarra eléctrica un magnetófono Geloso monoaural de uso hogareño. El álbum es conocido también como la bomba, porque su portada muestra la imagen de una bomba compuesta con las caras de los integrantes del grupo. La gráfica fue obra de Rodolfo Binaghi. Así en 1970 se editó el álbum Manal y en simultáneo el sencillo "Jugo de tomate"/"Avenida Rivadavia" de buena repercusión en el público.
Las sesiones de grabación se iniciaron a mediados de 1969, prolongándose hasta principios de 1970. Se registraron nueve temas, dos de los cuales fueron descartados, aunque luego se incluyeron en el álbum doble editado en 1973 por el sello Talent, llamado también Manal.
Manal se editó finalmente a principios de 1970, no se sabe con certeza la fecha. En un principio una minoría de críticos lo desestimaron por el uso del castellano en las letras, pero aun así el álbum recibió críticas muy elogiosas en su momento, y sigue siendo considerado como uno de los mejores álbumes del rock argentino, uno de los álbumes fundacionales del rock argentino, además de ser el primero de blues en castellano. Está calificado como el tercer mejor álbum de la historia del rock argentino en la lista de los 100 mejores elaborada por la revista Rolling Stone. Ha sido considerado uno de los pilares del rock nacional, significó además la consagración del grupo. Aunque disuelto poco después, con el pasar de los años, Manal se ha convertido en un grupo clásico y de culto del rock argentino.
Así sintetizaba la naciente revista Pelo en su primer número de 1970 el momento de la música popular en Argentina:

Este año, después de tanto tiempo de utilizables confusiones y música complaciente, aparenta ser el definitivo para que se produzca el necesario decantamiento de la música popular argentina. La etapa parece iniciarse con la aparición de tres importantes long plays: el de Los Gatos, Almendra y Manal, tres elementos claves para prever la futura música nacional. A ello se agrega el renacimiento del grupo Piel Tierna, de un sonido sencillo pero bueno, y el triunfo de un conjunto nada complaciente, Arco Iris, en el festival realizados en Mar del Plata.
Tal vez todas estas pautas sean premonitorias de la alborada de una música popular más honesta, a pesar de la inevitable comercialización; pero realizada con mayor seriedad y estudio e integrada a la Argentina real.
Pelo, 1970.

### RCA yEl león
Entre tanto, las discográficas multinacionales, ya convencidas de las posibilidades comerciales de los grupos de rock progresivo (a los cuales antes habían cerrado sus puertas), decidieron acabar con los sellos independientes que competían con ellas contratando a toda costa a sus mejores artistas. Por diversas razones, la relación entre los "Manales" y Mandioca se había deteriorado, y una oportuna oferta de la compañía discográfica RCA los convenció finalmente de emigrar a una discográfica importante. Manal firmó con RCA y entró a los Estudios Ion para grabar nuevos temas.

Nos fuimos de Mandioca porque no nos ofrecía una imagen responsable. Mandioca era una cosa que se estaba creando y tenía todas las fallas de eso. Nosotros queríamos más difusión y veíamos que RCA tenía una estructura mucho más grande.
Alejandro Medina.

## Disolución (1971)
El primer sencillo publicado fue «Elena» con «Doña Laura», como lado B y poco después salió a la venta su segundo álbum, El León en el año 1971. Quizá debido al mal manejo de la discográfica (que no sabía tratar con artistas de idiosincrasia "alternativa" ni promocionar adecuadamente sus productos), ese material no obtuvo el éxito esperado. Ello, sumado a problemas de management y a las divergencias personales y profesionales existentes entre sus integrantes, provocó la prematura disolución de Manal a finales de 1971.

## Reuniones posteriores

### Reunión oficial de 1980
Luego del éxito obtenido por el retorno de Almendra en 1980, Manal se reunió ese mismo año, para ofrecer varias presentaciones en el Estadio Obras Sanitarias los días 9, 10, 16, 17 y 24 de mayo, las cuales congregaron a casi veinte mil personas. Asimismo, el trío firmó con CBS un nuevo contrato discográfico y entró en los estudios de la compañía para grabar con materiales inéditos el álbum Reunión. A lo largo de ese mismo año realizaron varios conciertos en las ciudades más importantes del interior del país, culminando su gira nuevamente en Obras con el concierto Chau Manal el 14 de junio. Las grabaciones realizadas durante esos recitales fueron posteriormente editadas (sin la aprobación ni la supervisión de la banda) en los álbumes Manal en Obras y Manal en vivo. A finales de 1981 Gabis retornó a Brasil, mientras que y Martínez y Medina permanecieron en Argentina. En 1985, cuando la banda ya se había disuelto, la Fundación Konex realiza los Premios Konex a la Música Popular Argentina, otorgándoles a ellos el Diploma al Mérito como una de las cinco mejores bandas de rock de la historia hasta ese momento.

### Manal sin Claudio Gabis (1994)
El grupo Manal-Javi, liderado por Javier Martínez, apareció en enero de 1987, con Aldo Giacomino a la guitarra, Jorge Iacobellis a la batería, Jorge Szajko al teclado y saxofón y Luis de León al bajo y coros.
En otros momentos, también Jorge Capello y Jorge Pasqcuali pasaron por Manal-Javi, la banda que Javier Martínez armó cuando ya estaba radicado en Sourigues, localidad de Berazategui.
Además de actuar, la banda grabó en los Estudios Ion un álbum con versiones modernas de los clásicos del trío y nuevas composiciones de Martínez ("Gaby, Juan y Hoy te ví"). Tres de los clásicos ("No Pibe", "Jugo de Tomate" y "Una casa con diez pinos") fueron editados (en forma fallida) bajo el nombre de Javier Martínez en la Colección de Rock de Noticias, aunque en realidad pertenecían a la formación Manal-Javi. El resto de los temas grabados eran: "Avenida Rivadavia", "Informe de un día", "Elena" y "Necesito un amor". Salvo los temas que aparecieron en la colección de la Noticias, el resto del material de ese disco nunca se publicó.
En 1994, y por muy poco tiempo, Javier Martínez y Alejandro Medina se reunieron de nuevo para recrear Manal, pero sin Claudio Gabis. Formaron la nueva banda con Claudio Rodríguez en guitarra y Carlos Vidal en teclados. En agosto, presentaron todos los éxitos del legendario trío en la discoteca The Roxy y grabaron una placa en directo. En los años 90 también tocó el reconocido guitarrista, Conejo Jolivet (integrante también de Dulces 16, Pappo's Blues, Alejandro Medina Band y Patricio Rey y sus Redonditos de Ricota). Realizaron juntos una presentación en vivo para la Radio Alfa en los Arcos De Palermo, que fue retransmitida en vivo.

### Concierto en Red House de 2014
Luego de treinta y cuatro años desde su reunión en 1980, el 1 de octubre de 2014 los tres componentes de Manal, Alejandro Medina (bajo y voz), Claudio Gabis (guitarra eléctrica) y Javier Martínez (batería y voz), se reunieron convocados por el productor Jorge "Corcho" Rodríguez para brindar un concierto privado en la inauguración del pub Red House ubicado en las instalaciones de su productora La Roca Industrial. Tanto los ensayos y demás eventos de esa reunión, como el propio concierto, fueron íntegramente registrados de forma audiovisual.

### Encuentro de 2016
El 5 de octubre de 2016, la productora La Roca Industrial organizó un encuentro en el Teatro Vorterix denominado "Red House Vivo", en el cual participaron cerca de 50 importantes músicos de rock y blues para rendir homenaje al rock argentino y a Pappo. Manal, sin ser anunciado previamente, volvió a juntarse, interpretando solo dos canciones al final de la reunión. El 7 de octubre, Gabis, Medina y Martínez junto a Jorge "Corcho" Rodríguez, ofrecieron una rueda de prensa junto a Pipo Lernoud para anunciar públicamente la edición de un CD/DVD conteniendo los materiales audiovisuales registrados antes y durante el concierto realizado en 2014. Finalmente, el CD+DVD salió a la venta en diciembre de 2016 bajo el nombre Vivo en Red House.

## Legado
Manal es una de las bandas fundacionales del rock de Argentina, junto a Los Gatos y Almendra. Además es considerada la primera banda en todo el mundo en componer blues cantado en castellano. Fueron los precursores del hard rock con su álbum El león y la música experimental con sus grabaciones para la película Tiro de gracia. La banda pese a su corta vida, ha sido de gran influencia para el rock argentino inclusive en la actualidad. 
Al igual que Brian Wilson de The Beach Boys, Frank Zappa y The Beatles (con el productor George Martin) quienes fueron los primeros artistas en explotar las posibilidades de las técnicas multipista y efectos sonoros en sus álbumes emblemáticos Pet Sounds, Freak Out! y Sgt. Pepper’s Lonely Hearts Club Band respectivamente, los métodos de grabación en Manal, fueron muy innovadores para el género emergente en el país, al usar cintas re-lentadas en "Qué pena me das", el juego de paneo y empleo de cámaras de eco en "El leoncito" y el uso del método de reducción de pistas para la grabación de más de cuatro pistas con dos máquinas grabadoras, además de usar distorsión en bajo y guitarra.
Las actuaciones en vivo del trío eran de una destacada calidad musical. Se destacaban por sus largas improvisaciones y zapadas de notable calibre jazzistico:

La batalla se va a dar en dos frentes: la turbulencia del bajo de Alejandro junto a los furiosos golpes de Javier y, en otra dimensión, la sutileza y el gusto en la guitarra de Claudio. Pero entre todo ese sonido infernal o lúgubre surge una voz ronca, una poesía dura, sarcástica: el pensamiento de Javier Martínez (...) el que creyó en el blues en castellano.
Revista Pelo 1970.

Las letras de Manal enfatizan la vida del hombre en la ciudad industrial, los ferrocarriles y el existencialismo, algo de lo mencionado se destaca en una de sus canciones más conocidas, "Avellaneda Blues":

Vía muerta, calle con asfalto siempre destrozado.

Tren de carga, el humo y el hollín, están por todos lados.

Sur y aceite, barriles en el barro, galpón abandonado.
Charco sucio, el agua va pudriendo, un zapato olvidado.
"Avellaneda Blues", Manal, 1970.

El músico Luis Alberto Spinetta habló sobre Manal en Martropía. Conversaciones con Spinetta:

Manal fue una banda que influenció mucho a Almendra. Veníamos de mundos opuestos y confluíamos en un punto: nos gustaba tanto lo que hacía uno como lo que hacía el otro. El lirismo de Almendra era muy importante y, a la vez, la fuerza y la garra de Manal eran terribles.
Yo considero que ellos sonaban mucho mejor, tocaban mejor y la tenían más clara que nosotros... Ellos demuestran que el blues no es solamente un blues podrido, cosa que para mí fue muy importante... Manal fue la mejor banda.

El 28 de diciembre de 2021 se dio a conocer un recital grabado en audio y video de un recital del 4 de diciembre de 1970 en Parque Garay provincia de Santa Fe. El film fue registrado por dos estudiantes del primer año del Instituto de Cinematografía, Eduardo Deyacobi y Antonio Torres con dos cámaras de 16 mm. La cinta con la filmación había desaparecido durante las inundaciones de Santa Fe en el año 2006.

## Discografía
- Manal (1970)
- El León (1971)
- Reunión (1981)

Canciones